# Zambezi
Zambezi (cũng viết là Zambeze và Zambesi) là sông dài thứ tư tại châu Phi, và là sông lớn nhất đổ vào Ấn Độ Dương từ châu Phi. Diện tích lưu vực sông là 1.390.000 kilômét vuông (540.000 dặm vuông Anh), nhỏ hơn một nửa của sông Nin. Sông có chiều dài 3.540 kilômét (2.200 mi) và khởi nguồn từ Zambia và chảy qua Angola, dọc theo biên giới của Namibia, Botswana, rồi lại quay lại Zambia, và đến Zimbabwe, Mozambique, nơi nó đổ vào Ấn Độ Dương.
Đặc điểm nổi bật nhất của Zambezi là thác Victoria. Các thác nổi tiếng khác trên sông bao gồm thác Chavuma tại biên giới giữa Zambia và Angola, và thác Ngonye, gần Sioma tại Tây Zambia.
Có hai nhà máy thủy điện chính trên sông là đập Kariba, cung cấp điện năng cho Zambia và Zimbabwe, còn đập Cahora Bassa tại Mozambique cũng cấp điện năng cho Mozambique và Nam Phi. Cũng có một nhà máy điện nhỏ hơn tại khu vực thác Victoria.
Sông khởi nguồn từ vùng đầm lầy ở tây bắc của Zambia có cao độ khoảng 1.524 m (4.900 ft) trên mực nước biển. Phía đông của vùng đầu nguồn, lưu vực giữa sông Congo và Zambezi được phân tách bằng một vùng đất cao, hạ đột ngột về phía bắc và nam, chạy gần như theo hướng đông-tây. Vùng này chia tách Lualaba (nhánh chính của thượng Congo) với Zambezi. Lưu vực giữa hai hệ thống sông không được phân định rõ ràng, song chúng không kết nối với nhau.